# 1204 год
1204 (ты́сяча две́сти четвёртый) год  по юлианскому календарю — високосный год, начинающийся в четверг. Это 1204 год нашей эры, 4‑й год 1‑го десятилетия XIII века 2‑го тысячелетия, 5‑й год 1200‑х годов. Он закончился 821 год назад.
| Пн | Вт | Ср | Чт | Пт | Сб | Вс |
|    |    |    | 1  | 2  | 3  | 4  |
| 5  | 6  | 7  | 8  | 9  | 10 | 11 |
| 12 | 13 | 14 | 15 | 16 | 17 | 18 |
| 19 | 20 | 21 | 22 | 23 | 24 | 25 |
| 26 | 27 | 28 | 29 | 30 | 31 |    |

| Пн | Вт | Ср | Чт | Пт | Сб | Вс |
|    |    |    |    |    |    | 1  |
| 2  | 3  | 4  | 5  | 6  | 7  | 8  |
| 9  | 10 | 11 | 12 | 13 | 14 | 15 |
| 16 | 17 | 18 | 19 | 20 | 21 | 22 |
| 23 | 24 | 25 | 26 | 27 | 28 | 29 |

| Пн | Вт | Ср | Чт | Пт | Сб | Вс |
| 1  | 2  | 3  | 4  | 5  | 6  | 7  |
| 8  | 9  | 10 | 11 | 12 | 13 | 14 |
| 15 | 16 | 17 | 18 | 19 | 20 | 21 |
| 22 | 23 | 24 | 25 | 26 | 27 | 28 |
| 29 | 30 | 31 |    |    |    |    |

| Пн | Вт | Ср | Чт | Пт | Сб | Вс |
|    |    |    | 1  | 2  | 3  | 4  |
| 5  | 6  | 7  | 8  | 9  | 10 | 11 |
| 12 | 13 | 14 | 15 | 16 | 17 | 18 |
| 19 | 20 | 21 | 22 | 23 | 24 | 25 |
| 26 | 27 | 28 | 29 | 30 |    |    |

| Пн | Вт | Ср | Чт | Пт | Сб | Вс |
|    |    |    |    |    | 1  | 2  |
| 3  | 4  | 5  | 6  | 7  | 8  | 9  |
| 10 | 11 | 12 | 13 | 14 | 15 | 16 |
| 17 | 18 | 19 | 20 | 21 | 22 | 23 |
| 24 | 25 | 26 | 27 | 28 | 29 | 30 |
| 31 |    |    |    |    |    |    |

| Пн | Вт | Ср | Чт | Пт | Сб | Вс |
|    | 1  | 2  | 3  | 4  | 5  | 6  |
| 7  | 8  | 9  | 10 | 11 | 12 | 13 |
| 14 | 15 | 16 | 17 | 18 | 19 | 20 |
| 21 | 22 | 23 | 24 | 25 | 26 | 27 |
| 28 | 29 | 30 |    |    |    |    |

| Пн | Вт | Ср | Чт | Пт | Сб | Вс |
|    |    |    | 1  | 2  | 3  | 4  |
| 5  | 6  | 7  | 8  | 9  | 10 | 11 |
| 12 | 13 | 14 | 15 | 16 | 17 | 18 |
| 19 | 20 | 21 | 22 | 23 | 24 | 25 |
| 26 | 27 | 28 | 29 | 30 | 31 |    |

| Пн | Вт | Ср | Чт | Пт | Сб | Вс |
|    |    |    |    |    |    | 1  |
| 2  | 3  | 4  | 5  | 6  | 7  | 8  |
| 9  | 10 | 11 | 12 | 13 | 14 | 15 |
| 16 | 17 | 18 | 19 | 20 | 21 | 22 |
| 23 | 24 | 25 | 26 | 27 | 28 | 29 |
| 30 | 31 |    |    |    |    |    |

| Пн | Вт | Ср | Чт | Пт | Сб | Вс |
|    |    | 1  | 2  | 3  | 4  | 5  |
| 6  | 7  | 8  | 9  | 10 | 11 | 12 |
| 13 | 14 | 15 | 16 | 17 | 18 | 19 |
| 20 | 21 | 22 | 23 | 24 | 25 | 26 |
| 27 | 28 | 29 | 30 |    |    |    |

| Пн | Вт | Ср | Чт | Пт | Сб | Вс |
|    |    |    |    | 1  | 2  | 3  |
| 4  | 5  | 6  | 7  | 8  | 9  | 10 |
| 11 | 12 | 13 | 14 | 15 | 16 | 17 |
| 18 | 19 | 20 | 21 | 22 | 23 | 24 |
| 25 | 26 | 27 | 28 | 29 | 30 | 31 |

| Пн | Вт | Ср | Чт | Пт | Сб | Вс |
| 1  | 2  | 3  | 4  | 5  | 6  | 7  |
| 8  | 9  | 10 | 11 | 12 | 13 | 14 |
| 15 | 16 | 17 | 18 | 19 | 20 | 21 |
| 22 | 23 | 24 | 25 | 26 | 27 | 28 |
| 29 | 30 |    |    |    |    |    |

| Пн | Вт | Ср | Чт | Пт | Сб | Вс |
|    |    | 1  | 2  | 3  | 4  | 5  |
| 6  | 7  | 8  | 9  | 10 | 11 | 12 |
| 13 | 14 | 15 | 16 | 17 | 18 | 19 |
| 20 | 21 | 22 | 23 | 24 | 25 | 26 |
| 27 | 28 | 29 | 30 | 31 |    |    |

## События

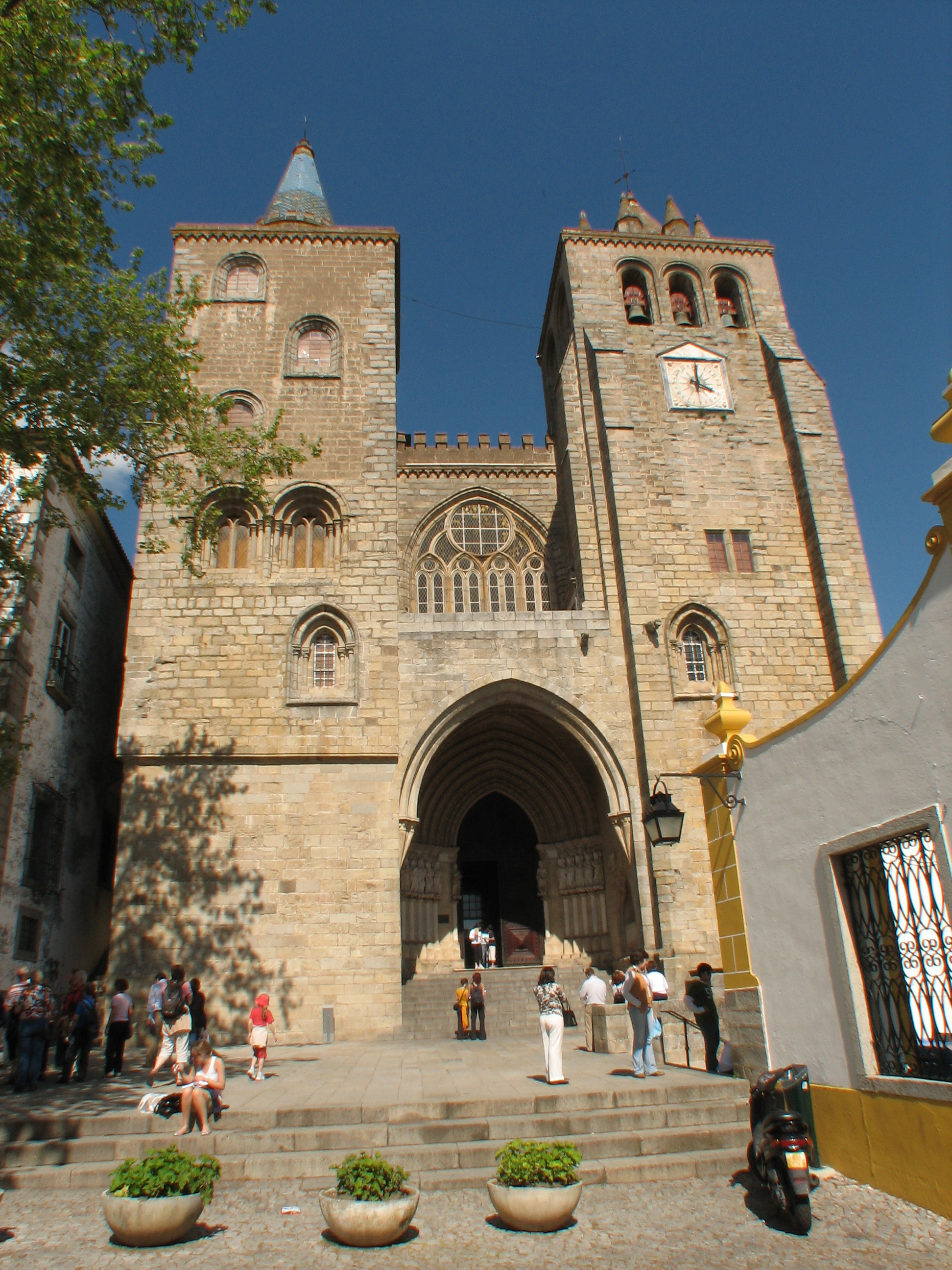
Эворский собор (Португалия), построенный в 1204 году

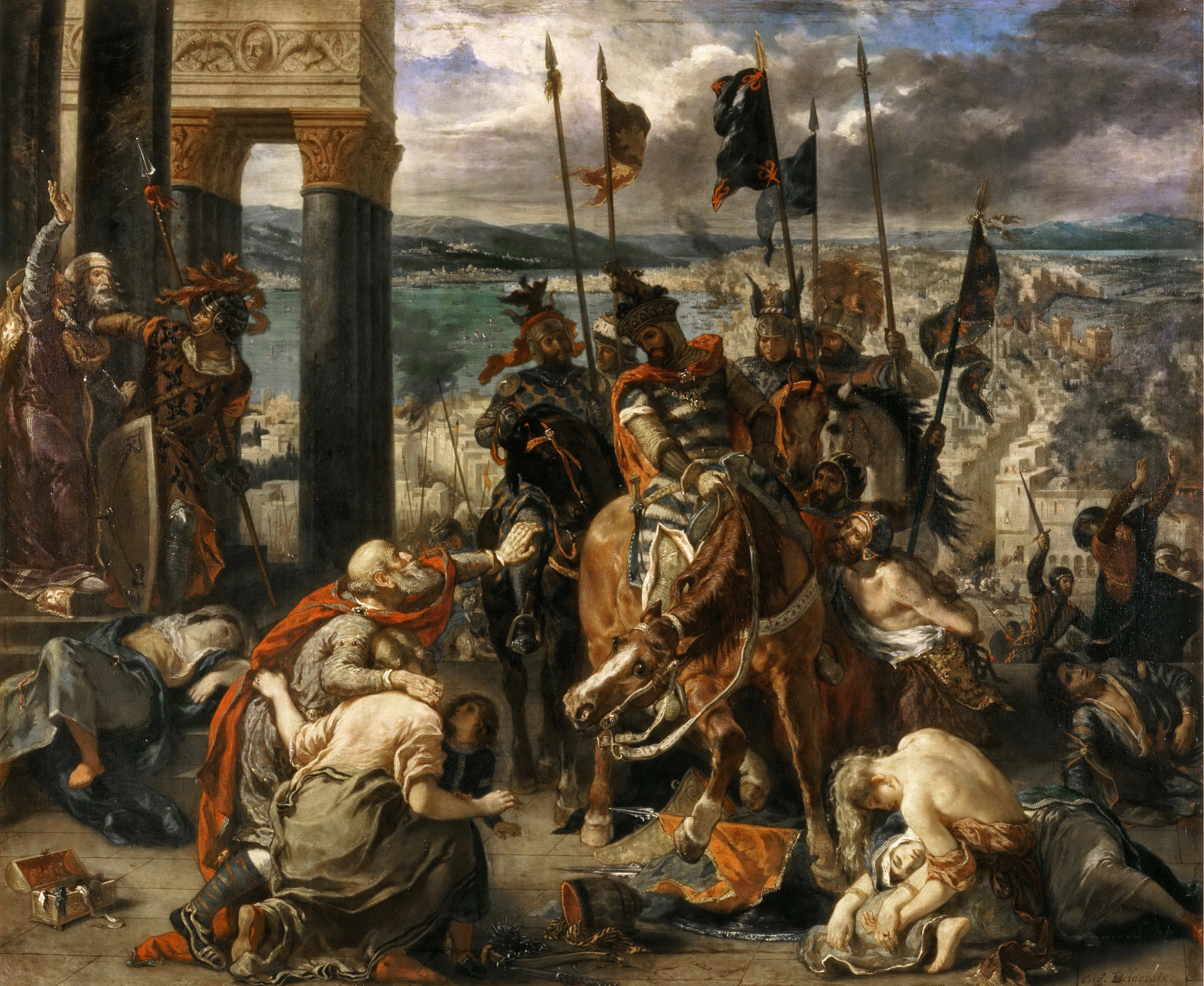
«Взятие Константинополя крестоносцами» (Делакруа, 1840)

- 1201—1219 — война за антиохийское наследство. Серия вооружённых конфликтов между силами Боэмунда IV и Раймунда-Рубена и их союзников за антиохийский престол, произошедшие в Северном Леванте и Киликии[1].
- 1202—1204 — закончился Четвёртый крестовый поход на Восток[2]:
  - Крестоносцы стали грабить загородные дома и церкви. Волнения в Константинополе.
  - 9 апреля — крестоносцы подвели флот к стенам Константинополя, но вынуждены отступить.
  - Март—12 апреля — штурм, взятие и разграбление Константинополя крестоносцами. Бегство из Константинополя Алексея V[3].
  - Крестоносцы покинули Азию и начали завоевание Фракии.

- 1202—1214 — Англо-французская война. Вооруженный конфликт между Филиппом Августом и Иоанном Безземельным[4].
  - Сентябрь 1203—6 марта 1204 — закончилась осада Шато-Гайяра[4].
- 25 января — Исаак II Ангел умирает. В Соборе святой Софии собрался народ, сенат и архиереи, императором провозглашён Николай Канавос. Алексей IV решил просить помощи у Бонифация.
- 28 января — протовестиарий Алексей V Дука Мурзуфл обманом захватил Алексея IV и бросил в тюрьму, где тот вскоре был задушен. Новым византийским императором становится Алексей V Дука Мурзуфл (1204).
- 13 апреля — бегство Константина XI Ласкариса в Никею.

- Византийская империя распалась на ряд карликовых государств:

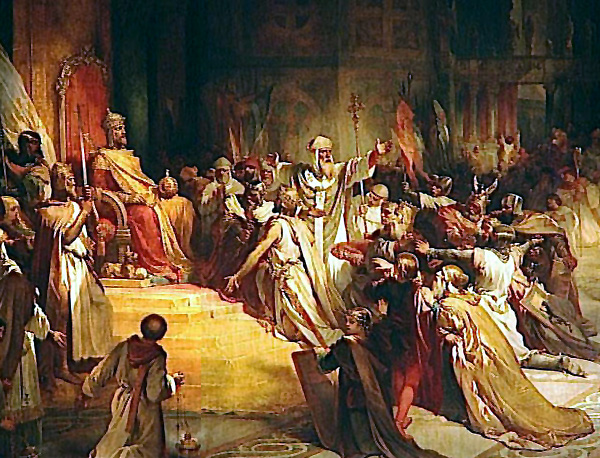
Луи Галле. Коронация Балдуина I в Константинополе. Версаль.

- Март — предводители крестоносцев Энрико Дандоло, Балдуин I Фландрский, Бонифаций I Монферратский и другие предводители установили, что из владений Византийской империи будет образовано феодальное государство, во главе которого будет поставлен избранный император; он получит часть Константинополя и четверть всех земель империи, а остальные три четверти будут разделены пополам между венецианцами и крестоносцами; собор Святой Софии и выбор патриарха будут предоставлены духовенству той из указанных групп, из которой не будет избран император[5].

- - 1204—1261 — создание Латинской империи со столицей в Константинополе, императором выбран Балдуин I (1204—1205).
  - 1204—1207 — создание королевства Фессалоники, королём стал Бонифаций I Монферратский.
  - 1204—1458 — основано Афинское герцогство. В нём правят французские феодалы.
  - Апрель 1204—1461 — основание (при помощи войск грузинской царицы Тамары) Трапезундской империи во главе с династией Великих Комнинов. Алексей I Великий Комнин — в Трапезунде, его брат Давид — в Синопе.
  - 1204—1261 — создание Никейской империи во главе с Феодором I Ласкарисом (1204—1221).\
  - 1204—1231 — создано Эпирское царство, во главе с Михаилом I Комниным Дука (1205-1215)[5].
  - 1204—1458 — создано Афинское герцогство, во главе Оттон де ла Рош (1204-1225)[6].
  - 1204/05—1430 — создано Ахейское княжество, во главе Гильом I де Шамплит (1205-1209)[7].
  - 1204/05—1470 — создано Синьория Негропонта[8].
  - 1207—1579 — создано Наксосское герцогство, во главе Марко I Санудо (1207-1227)[9].
  - 6 декабря — битва при Пиманионе[10].
- Ласкарис прибыл к Никее, но его туда не пустили, и он поселился в Прусе. Феодор овладел Филадельфией, Савва — Сампсоном, Алексей Комнин — Трапезундом, Давид Комнин — Пафлагонией.
- Ласкарис разбит отрядом крестоносцев Петра Плашеста. Ласкарис взял войско у тюркского султана и овладел Калвианом, Меандром, Филадельфией и Неокастрами. Ласкарис разбил Давида Комнина и взял его в плен. Под его власть отошли земли к западу от Галиса с Амастридой и Гераклеей Понтийской.
- Алексей Дука с Евдокией явился в Лариссу, но был ослеплён. Маркиз Бонифаций женился на вдове Исаака II Марии и провозглашён владетелем Фессалоники. Алексей III явился к Бонифацию и поселился в Алмире. Вскоре он был уличён Бонифацием в попытке возмутить народ и сослан в Монферрат.
- Завершилась война за Нормандию между Англией и Францией: Англия потеряла все владения на континенте (Нормандию, Анжу, Мэн) за исключением Аквитании.

- Победа Тэмуджина над найманами. Бегство Кучлука.
- Битва при Андхуде. Крупное сражение, произошедшее на берегу реки Окс (ныне — Амударья) недалеко от города Андхуд (ныне — Андхой, Афганистан) между силами Гуридского султаната под командованием султана Мухаммада Гури и объединёнными войсками Хорезмшахской империи под командованием шаха Мухаммеда II, Каракитайского и Западно-Караханидского ханств под командованием генерала Тайанку и хана Усмана ибн Ибрагима соответственно, завершившееся решительной победой последних, хотя Мухаммаду Гури удалось избежать плена ценой большого выкупа[11].

## Русь
Правление: 1202—1204 — Ингвар Ярославич и Ростислав Рюрикович

### Правление Ингвар Ярославич
- Начало года — Рюрик Ростиславич, вместе с Ярославом Всеволодовичем и Романом Мстиславичем совершают удачный поход против половцев[12].
- Начало весны — Ростислав Рюрикович пребывает у своего шурина Ярослава Всеволодовича в Переяславле-Русском, откуда едет в Треполье, где встречается с Романом и Рюриком, возвращающимися после похода на половцев. Ссора Рюрика Ростиславича с Романом Мстиславичем в г. Треполье. Роман захватывает в плен Рюрика и двух его сыновей Ростислава и Владимира. Рюрика насильно постригают в монахи, а детей отправляют в Галицкую землю в качестве пленников. Благодаря вмешательству Всеволода Большое Гнездо братья Рюриковичи получили освобождение[13][14].

#### Правление Ростислав Рюрикович
- Ингварь Ярославич потерял киевское княжение в связи с тем, что владимирский князь Всеволод Юрьевич Большое Гнездо способствовал занятию киевского стола своим зятем Ростиславом Рюриковичем[15].
- Князь галицко-волынский Роман Мстиславич посадил на киевский престол Ростислава Рюриковича.
- 1204—1210 — Всеволод Святославич первый раз стал черниговским князем, после смерти брата Олега Святославича[16].

## Начало правления

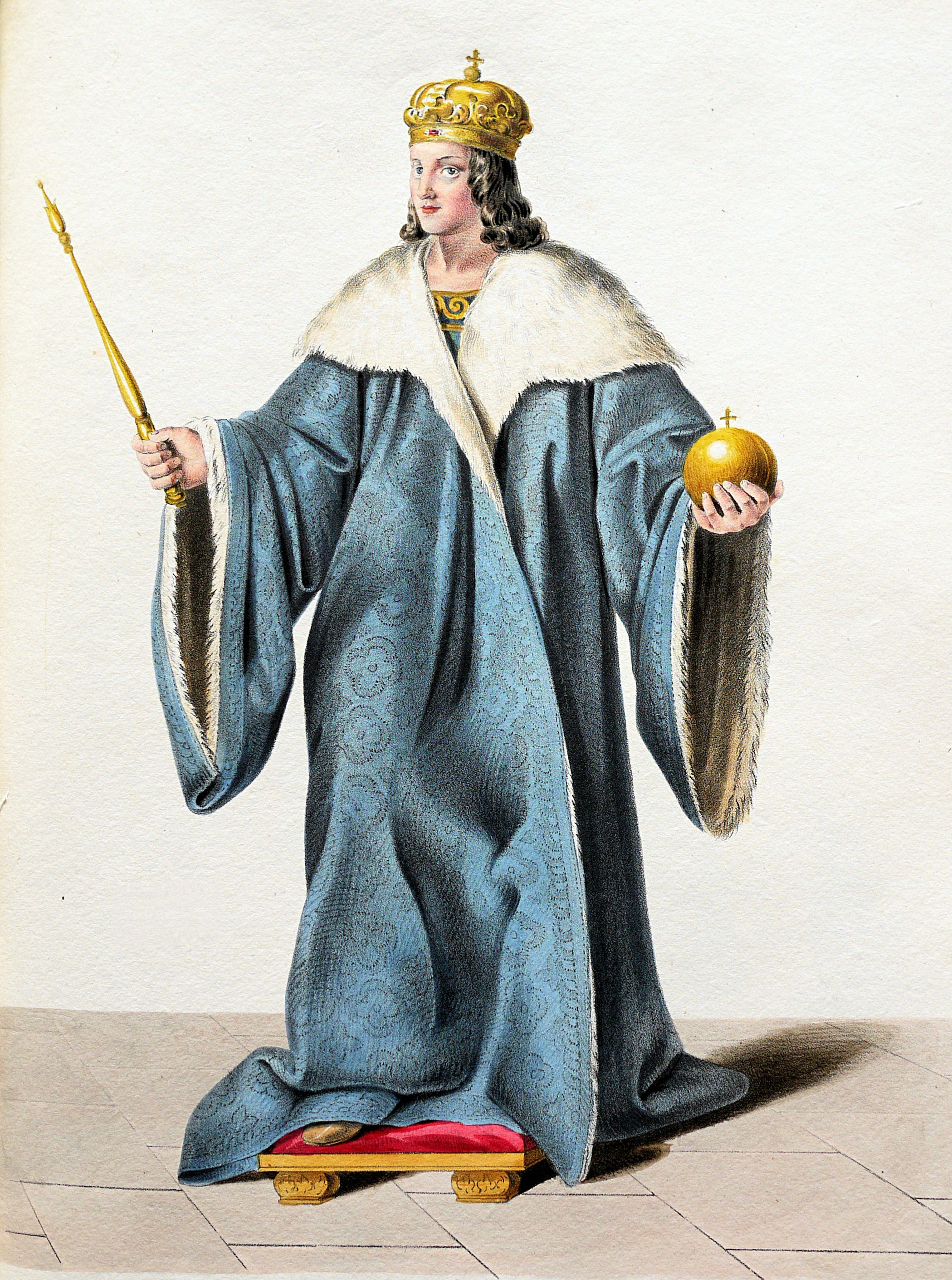
Изображение короля Венгрии Ласло III

См.также: Список глав государств в 1204 году
- Византийская империя — Алексей V Дука Мурзуфл (1204).
- Латинская империя — Балдуин I Фландрский (1204—1205).
- Никейская империя — Феодор I Ласкарис (1204—1222).
- Королевство Фессалоники — Бонифаций I Монферратский (1204—1207).
- Королевство Венгрия — Ласло III (1204—1205). Регент Андраш II Крестоносец.
- Трапезундская империя — Алексей I Великий Комнин (1204—1222).
- Норвегия — Гутторма I (умер 12 августа).
- Норвегия — Инге II, король Норвегии.
- 1204—1219 — 3-й сёгун Минамото Санэтомо (1192—1219).

## Родились
См. также: Категория:Родившиеся в 1204 году
- Карма Бакши (Гьялва Кармапа Второй).
- Отто I (герцог Брауншвейг-Люнебуга).
- Хокон IV — конунг Норвегии.

## Скончались
См. также: Категория:Умершие в 1204 году
- 1 января — Хакон III, король Норвегии.
- Январь — Исаак II Ангел, византийский император.
- 8 февраля — Алексей IV Ангел, византийский император.
- 31 марта — Элеонора Аквитанская, королева Франции (1137—1152), королева Англии (1154—1189).
- 12 августа — Гутторма I, король Норвегии.
- Рамбам (Маймонид) — еврейский философ.
- 2-й сёгун Минамото Ёрииэ (1182—1204).
- Мирошка Несдинич — новгородский посадник с 1189 года до 1204 года.
- Имре — король Венгрии.